# Шурине (станція)
Шу́рине — проміжна залізнична станція 4-го класу Харківської дирекції Південної залізниці на електрифікованій постійним струмом лінії Мерефа — Лозова між станціями Бірки та Безпалівка. Розташована в селі Таранівка Чугуївського району Харківської області.

## Історія
Станція відкрита у 1869 році як роз'їзд. Існує легенда, що під час чергового об'їзду начальника залізниці, запала в душу донька начальника цього роз'їзду, дівчина на ім'я Шура. Тож роз'їзд і отримав назву на честь цієї дівчини. Згодом роз'їзд перетворився на станцію, на якій побудовані приміщення з кузнею для працівників залізниці. Дорожнім майстром на той час був Шестопалов І. С., який фанатично був відданий залізниці і згуртував навколо себе таких же працівників. Завдяки йому і шляховикам винайдено протиугінний пристрій, подібного якого не було на залізниці.[джерело?] У приміщенні для колійників свого часу функціонувала вечірня школа, де здобували середню освіту всі бажаючі майбутні залізничники.

## Пасажирське сполучення
На станції Шурине зупиняються приміські електропоїзди Лозівського та Харківського напрямків.